# شيميريا من نيغروبونت
شيميريا بن إيليا إيكريتي من نيغروبونت (مواليد عام 1275، توفي تقريبًا في عام 1355). (بالعبرية: שמריה בן אליהו האיקריטי) كان فيلسوفًا يهوديًا يونانيًا ومفسر في الكتاب المقدس، ومعاصر لدانتي وعمانوئيل الروماني.

## الحياة
ولد على الأرجح في روما وهو سليل صف طويل من اليهود الرومان. ذهب والده، في شبابه، كحاخام إلى جزيرة كريت، ومن هنا كان اسمه «ها-يواني» (أي «اليوناني») أو «ها-إكريتي» (أي «الكريتي»). كان لشيميريا عقل نقدي، وكان يعرف الإيطالية واللاتينية واليونانية. حتى عام 1305 درس الكتاب المقدس حصرًا؛ ثم تولى الآقداة التلمودية والفلسفة. وقد ترجم الإصدار الأقدم تراكتيتس في العبرية التي كتبها شيميريا وعرضها كما عمله، بعنوان سيفر ها هايهايون.
كانت سمعته عالية لدرجة أنه تم استدعاؤه إلى بلاط الملك روبيرتو ملك نابولي (الذي كان بمثابة راعي له)، حيث كرس نفسه بشكل رئيسي لدراسات الكتاب المقدس وكتب التعليقات على الكتاب العبري. وبحلول عام 1328 أكمل التعليقات الفلسفية على أسفار موسى الخمسة (وخاصة قصة الخلق) وكتاب العمل ونشيد الأنشاد. كان يهدف إلى تحقيق اتحاد بين القرائين والحاخامات؛ القرائين، في الواقع، اعترفوا به وشرفوه. خاطب شيميريا رسالة بولس الرسول حول خلق العالم لروبرت في عام 1328. كما خصص شيميريا نيجروبونتي تعليقًا على نشيد الأنشاد للملك، وشبه الأخير بالملك سليمان.
تسبب موت ابنه (1330) في توقف عمله لفترة، لكنه سرعان ما عاد مرة أخرى. في عام 1346، كتب كتابه سيفر ها-مورا، وهو دحض للآراء الفلسفية حول الخلق. ومعتقدًا أنه وضع الحاخامية على أساس أكيد، قام شيميريا، في عام 1352، برحلة إلى قشتالة والأندلس، من أجل تحويل القرائين. ويقال إنه تظاهر بأنه "المسيح اليهودي"، وقد شُوِه إلى درجة أن الحكومة اعتقلته. مات في السجن. ومثله مثل معظم معاصريه، فقد كان من الناحية العلمية مثالًا للتلميذ من كبار الفلاسفة والمفسرين. كما كتب Elef ha-Magen (تعليق على الآقداة في أطروحة ميغيلاه)، وبعض بيوتيوم والقصائد.

## قائمة المراجع من الموسوعة اليهودية
- Zunz, Literaturgesch. p. 367;
- هاينريش جرايتز، Gesch. vii.277 et seq.;
- أبراهام جيجر، in He-Ḥaluẓ, ii;
- S. D. Luzzatto, in Oẓar Neḥmad, ii;
- Hermann Vogelstein and باول ريغر، Gesch. der Juden in Rom, i.446-450.

## روابط خارجية
- المادة الموسوعة اليهودية على شمارياة أوف نيغروبونت ، من خلال كروفورد هاول لعبة وإسمار إلبوغن.

1. ↑  Studies in Bibliography and Booklore. Library of Hebrew Union College-Jewish Institute of Religion. 1980.
2. ↑  Sackson, A. "Joseph ben Moses Qilti: Preliminary Study of a Greek-Jewish Philosopher", JQR 2014.
3. ↑   Gad Freudenthal (2011). Science in Medieval Jewish Cultures. Cambridge University Press. pp. 128–.
4. ↑  Colette Sirat (30 November 1990). A History of Jewish Philosophy in the Middle Ages. Cambridge University Press. pp. 330–. (ردمك 978-0-521-39727-8).